# Taiji Sawada
Taiji Sawada, cunoscut sub numele de scenă Taiji (în japoneză 沢田泰司  / Sawada Taiji, n. Ichikawa, 12 iulie 1966 — d. Saipan, 17 iulie 2011) a fost un muzician japonez de hard rock și heavy metal.  Deși a fost membru a mai multor trupe, precum Loudness sau D.T.R., acesta a devenit faimos ca basist al trupei X Japan, trupă în care a activat din 1987 până în 1992. 

## Primii ani
Sawada s-a născut pe 12 iulie 1966 în Ichikawa, prefectura Chiba, fiind al 2-lea din cei 3 copii ai familiei. Sora sa, Masayo, este de asemenea muzician, cunoscută sub numele de Sister MAYO.

## Carieră
Anul 1982 îl vede pe acesta formându-și prima trupă, Trash, în care era lider și chitarist. Doi ani mai târziu însă, sub numele de scenă Ray, trece la chitară bas în cadrul trupei Dementia, în care stă pentru un an, urmând să fie prezent pentru scurt timp în diverse grupuri, precum Prowler sau Dead Wire.
Taiji a fost cooptat în X Japan (cunoscută la acea vreme ca X) la finalul anului 1986. Acesta a fost prezent pe primele 3 albume, Vanishing Vision, Blue Blood și Jealousy, și a fost o parte importantă a succesului lor. În urma concertului avut pe 7 ianuarie 1992 la Tokyo Dome, acesta a plecat din trupă, motivul oficial fiind "diferențele creative". Totuși, cu un an înainte de a muri, Taiji a fost invitat să cânte împreună cu cei din X la cele două concerte avute pe stadionul Nissan din Yokohama pe 14 și 15 august 2010.
După plecarea sa din trupă, Taiji a fost basist al trupei de heavy metal Loudness, între 1992-1993. Din 1994, cântă în mai multe trupe, printre care D.T.R. sau Taiji With Heavens.

## Moartea
Sawada moare pe 17 iulie 2011 în Saipan, în urma arestării sale din cauza unei altercații avute cu managerul său pe data de 11 iulie.